# Tom Chessell
Thomas Edmund Malcolm "Tom" Chessell, född 1 april 1914 i Ashfield, död 9 maj 1992 i Chevron Island, var en australisk roddare.
Chessell blev olympisk bronsmedaljör i åtta med styrman vid sommarspelen 1952 i Helsingfors.